# گکوهای خزه‌ای
گکوهای خزه‌ای (نام علمی: Mniarogekko) نام یک سرده از تیره دوگانه‌انگشتان است.